# ابوعبدالله سنبسی
ابوعبدالله، محمد بن خلیفه نُمیری سِنبِسی (?-۱۱۲۱م) شاعر مدح‌سرای عراقی بود. سیف‌الدوله، امیر آل بویه بر حله، را مدح کرد و در روزگار مسترشد در بغداد، یکی از وزیران او را نیز مدح نمود. در وصف، خمریات و نسیب نیز شعرهایی از او به جا مانده است. 